# Leif Grönqvist
Leif Grönqvist, född Sandqvist 7 september 1982, är en svensk regissör och manusförfattare. Sedan 2023 är han redaktör för Den svenska almanackan och Vanliga almanackan.

## Biografi
Grönqvist växte upp i Saltsjöbaden och flyttade 2003 till Göteborg för studier i teknisk fysik på Chalmers tekniska högskola. Här var han med och startade F-spexet, och blev senare delaktig i Chalmersspexet. Efter studier på IHTV började Grönqvist arbeta som skådespelare på temaparken High Chaparral, där han skrev och regisserade flera föreställningar samt tre julkalendrar som High Chaparral sände på sin hemsida. Två av julkalendrarna klipptes sedermera om till långfilm.

## Film- och teaterproduktioner i urval

### Film
- Peggy Ray[1] (2017) High Chaparral
- Danny Lou & Donna Starr[2] (2018) High Chaparral

### Teater
- En mur av ägg (2010) Stenhammarsalen
- Dynamitstrul (2013) High Chaparral
- Resan Till Tomteland (2015) Lilla Parken
- Peter Pan (2019) Lilla Parken
- Läskeblaskmaskinen (2021) Bristol Entertainment
- Dogs[3] (2022) Bristol Entertainment
- Kackel i grönsakslandet (2022) Bristol Entertainment
- Majrevyn - första upplagan[4] (2023) Bristol Entertainment
- Sunes sommar[5] (2023) Bristol Entertainment

### Radio
- Sagan om Lurvas Bonmotte (2012)  P3